# Coradion chrysozonus
Coradion chrysozonus är en fiskart som först beskrevs av Cuvier, 1831.  Coradion chrysozonus ingår i släktet Coradion och familjen Chaetodontidae. IUCN kategoriserar arten globalt som livskraftig. Inga underarter finns listade i Catalogue of Life.